# کرایگلاخ
کرایگلاخ (به آلمانی: Krieglach) یک منطقهٔ مسکونی در اتریش است که در بروک مورتسوچلاگ واقع شده‌است. کرایگلاخ ۹۳٫۷۷ کیلومتر مربع مساحت دارد ۶۱۲ متر بالاتر از سطح دریا واقع شده‌است.

## خواهرخوانده
شهر بوراشتت خواهرخواندهٔ کرایگلاخ هست.